# Dunakeszi
Dunakeszi je město v Maďarsku, v župě Pest. Leží severně od Budapešti, těsně u jejích hranic. Je centrem okresu Dunakeszi. De facto se jedná o předměstí maďarské metropole. Město je umístěné na břehu řeky Dunaje, severně od jejího městského okruhu.

## Geografické poměry
Samotné město se rozkládá na ploše 31,06 km², v rovině na břehu řeky Dunaje, která přechází do lužního lesa. Od zbytku Budapešti je kromě dálnice oddělené rozsáhlou průmyslovou zónou. V ní sídlí řada mezinárodních firem, např. včetně rakouského výrobce osvětlení Eglo.

## Historie
První zmínka o obci pochází z 13. století. V období vlády krále Bély IV. byl zmíněn převod vlastnictví tehdejší vesnice mezi vlivnými rody. Obec byla trvale osídlena po celý středověk až do příchodu Turků, pak byla opuštěna; znovu bylo osídlení obnoveno až v roce 1642. Místní obyvatelé se během tureckých časů přestěhovali do okolních obcí (což dokládají osmanské daňové záznamy). Po nějakou dobu po vyhnání Turků patřilo území dnešní obce rodu Wattayů. Obnovenou vesnici s kostelem na svém severním okraji dokládají mapy prvního vojenského mapování. V roce 1785 zde bylo napočítáno 740 obyvatel. Obklopena byla četnými vinicemi. Obec vznikla na přirozeném svahu, který vymezoval záplavovou rovinu Dunaje. Dunakeszi bylo jedním z prvních sídel v Uhersku, kam dosáhla železnice (postavena zde byla trať z Pešti do Vácu; nádraží vzniklo na východním okraji obce). V roce 1910 se od Dunakeszi odtrhla vesnice Alag.
Na mapách vojenského mapování z roku 1941 je již patrné rozšiřování zástavby podle pravidelné uliční sítě, stejně jako vznik dílen maďarského národního dopravce MÁV.
Po druhé světové válce zde byl zprovozněn závod na opravu vozidel (Dunakeszi Járműjavító, zabírá značnou část severního okraje města) a byla postavena konzervárna. Okolní pole byla kolektivizována. Později zde byly také vyráběny součásti pro koupelny panelových domů a betonové díly. Městu samotnému se panelová výstavba také nevyhnula; na straně přivrácené k řece Dunaji bylo zbudováno sídliště (Barátság úti lakótelep), rozšířené po roce 1990 bytovými domy. Díky suburbanizaci Budapešti po roce 1990 se zdejší počet obyvatel za třicet let od změny politického systému v Maďarsku téměř zdvojnásobil. To způsobilo komplikovanou situaci v dopravě, kterou vyřešila až výstavba dálnice M2 východně od města. Bylo také nezbytné budovat novou infrastrukturu, např. školy. Nová školní čtvrť byla realizována v roce 2023.

## Životní prostředí a zeleň
Na břehu řeky Dunaje se nachází rozsáhlý pás lužních lesů. Podstatná část z něj je v současné době přírodní rezervace, konkrétně v rámci systému Natura 2000. Na jižním okraji Dunakeszi se nachází několik dalších menších přírodních památek. V části místního močálu vede naučná stezka.
V severní části Dunakeszi se nachází pozůstatky římské pevnosti. Původně se v okolí města nacházely různé písčité plochy, na nich ale postupně zakořenily buď borovice, nebo akáty. Pro veřejnost zde slouží pláž na Dunaji.

## Ekonomika
Již zmíněný závod pro opravu a výrobu železničních vozidel patří mezi významné zaměstnavatele. Mimo jiné je také dodavatelem vysokorychlostních vagonů pro Egypt.

## Kultura

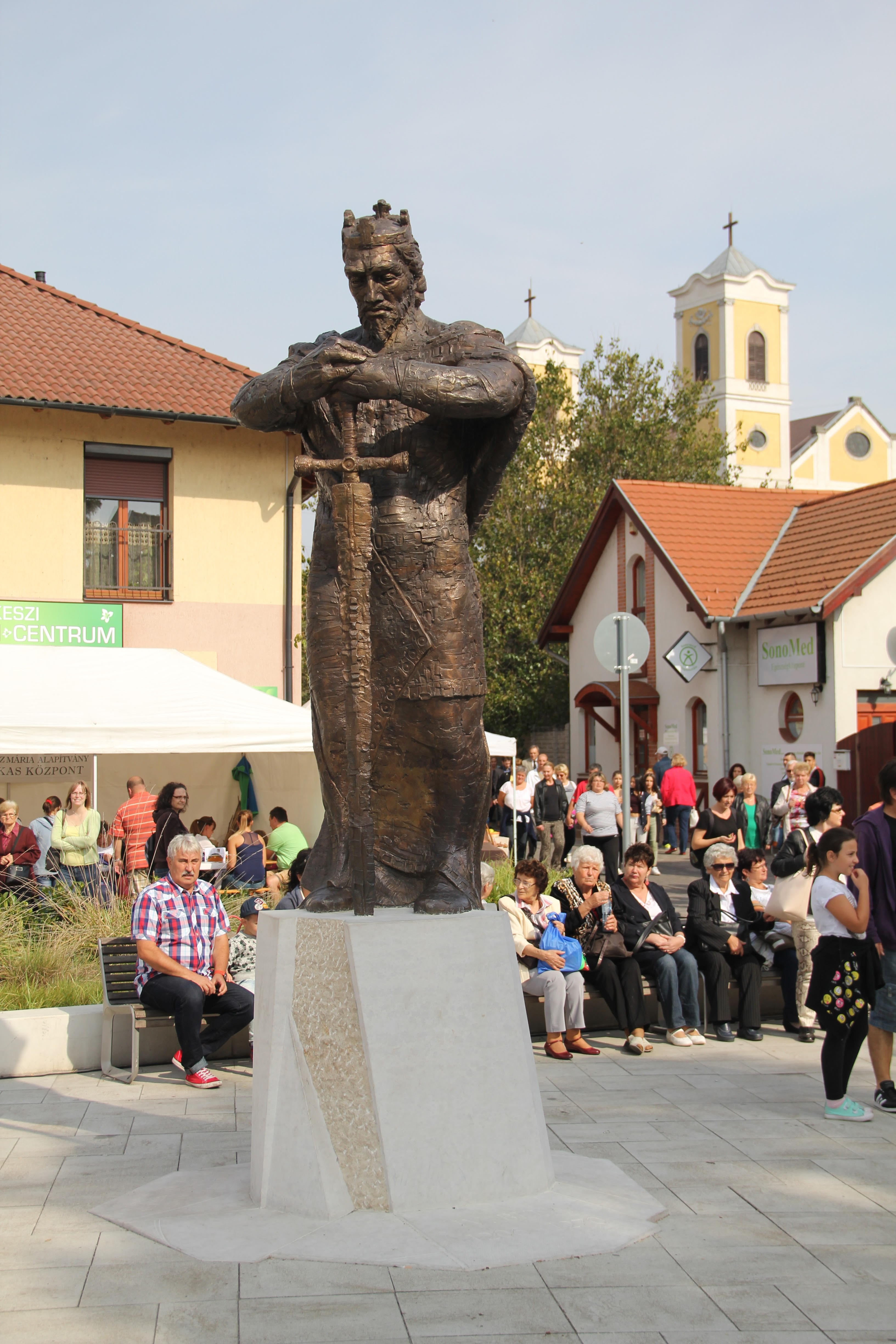
Socha krále Bély IV. ve středu města.

Hlavní kulturní institucí ve městě je Kulturní centrum Józsefa Atilly. Řada kostelů, které jsou jak katolické, tak i protestantské, slouží početné komunitě věřících. Dominantním chrámem je kostel svatého Michala, který byl vybudován v barokním stylu v polovině 18. století.

## Doprava
Městem prochází železniční trať Budapešť–Vác–Szob, která zde má také své nádraží a zastávku s názvem Dunakeszi-Gyártelep. Roku 2023 bylo ve městě budováno nové nákladové nádraží. Příměstskou dopravu a spojení se zbytkem maďarské metropole zajišťují autobusy.
Východně od města vede dálnice M2 a jižně potom budapešťský dálniční okruh. U města leží také letiště, které využívají sportovní kluzáky.

## Partnerská města
- Cristuru Secuiesc, Rumunsko
- Casalgrande, Itálie
- Stary Sącz, Polsko
- Ravda, Bulharsko